# Музей мистецтв Прикарпаття
Музей мистецтв Прикарпаття (з 1980 по 2012 роки — Івано-Франківський обласний художній музей) — обласний художній музей у місті Івано-Франківську; скарбниця сакрального, образотворчого і декоративного мистецтва краю. Музей володіє однією з найкращих колекцій галицького сакрального мистецтва, зокрема творами видатного скульптора періоду бароко Йогана Георга Пінзеля. 
Діяльність єдиного в області музею художнього профілю спрямована на професійне вивчення та популяризацію творчості митців Прикарпаття, пошук творів давнього мистецтва та їх наукове опрацювання і збереження.

## Загальні дані
Музей мистецтв Прикарпаття міститься у приміщенні колишнього костьолу, що є історико-архітектурною пам'яткою національного значення, в самому центрі Івано-Франківська за адресою:
майдан Шептицького, буд. 8, м. Івано-Франківськ—76000 (Україна).
Заклад відкритий для відвідувачів щоденно, окрім вихідного (понеділок) від 10:00 до 17:00.

## Історія і структура
Художній музей у Івано-Франківську було відкрито у 1980 році у приміщенні колишньої культової споруди — барокового Колегіального костьолу Непорочного Зачаття Діви Марії XVII століття, що був усипальницею Потоцьких.
Перша експозиція музею демонструвала твори світського характеру кінця XIX — XX століть.
На початку 1980-х років почали працювати два філіали музею:
- художньо-меморіальний музей В. І. Касіяна в місті Снятині (1982);
- музей–пам'ятка архітектури й живопису XVI—XVII століть (1983), який діє у приміщенні церкви Святого Духа у місті Рогатині, унікальної пам'ятки 1598 року.

На базі музею відбувались міжнародні виставки «Імпреза» (1989, 1991, 1993 роки).
У 1990—93 роках львівські реставратори розчистили в інтер'єрі костьолу розписи Е.Р. Фабіянського (1877), що стало одним із чинників представити у музеї тематичну постійну виставку сакрального мистецтва. Відтак, 18 серпня 1993 року в Івано-Франківському художньому музеї відкрилася експозиція «Сакральне мистецтво Галичини XV — ХХ століть», що фактично відразу стала самобутнім явищем вітчизняної музейної практики, увійшла до числа культурологічних феноменів краю.
У 2001 році зібрання галицького сакрального мистецтва у художньому музеї Івано-Франківська було доповнене, і нині є одним із найкращих в Україні.

## Колекції
Музей мистецтв Прикарпаття є багатою скарбницею образотворчого і народного мистецтва краю.
У теперішній час (кінець 2000-х років) 15-тисячна музейна збірка охоплює унікальні пам'ятки Галицького іконопису й барокової скульптури, зокрема 6 скульптур Пінзеля; творчість класиків західноукраїнського малярства — Корнила Устияновича, Івана Труша, Ярослава Пстрака, Юліана Панькевича, Олекси Новаківського, Осипа Сорохтея, Олени Кульчицької; роботи українських художників 2-ї половини XX століття, а також твори польських, австрійських, німецьких та італійських майстрів XVIII—XX століть.
Найцінніші експонати музейного фонду представлені на діючій виставці в експозиційному залі музею. Тут представлено іконопис краю XV–XIX століття (у т.ч. робити Антона Залуського), твори барокової пластики Томаса Гуддера, Конрада Кутченрайтера, Йогана-Георга Пінзеля, Матвія Полейовського, Діонеза Станетті, картини братів Унтербергерів, старовинні церковні книги, видані у Львові, Почаєві, Уневі.
Значну частину колекції музейного закладу становлять твори народного мистецтва, зокрема художні вироби майстрів Гуцульщини, Покуття, Бойківщини, Опілля.
Крім того, в музеї зберігається велика колекція сучасної зарубіжної графіки, подарованої з виставок Міжнародного бієнале «Імпреза».
За час існування в Музеї мистецтв Прикарпаття та за його межами продемонстровано понад 300 виставок; цінні колекції музею експонувались на багатьох міжнародних виставках.